# Люси Жюлия
Люси Жюлия (Жюлиа, фр. Lucie Julia) — псевдоним Югетт Данент (Huguette Daninthe), урождённой Манетт (Manette; 5 февраля 1927 — 23 сентября 2023), гваделупской писательницы, социальной работницы и общественной деятельницы. Люси Жюлия писала как на креольском, так и на французском языках и стала лауреатом премии L’Hibiscus d’Or Института женского форума Гваделупы за поэзию, а также Литературной премии Кариб (Prix Litéraire des Caraibes) за один из своих романов.
Югетт Данент была первым социальным работником в Департаменте здравоохранения Гваделупы и на протяжении многих лет оставалась одной из немногих квалифицированных соцработников на острове. Она также была известна как коммунистическая феминистская активистка, отстаивавшая права женщин.

## Ранние годы
Югетт Манетт родилась в Морн-а-л’О на острове Гранд-Тер, во французском заморском департаменте Гваделупа. Её родители происходили от африканских рабов, привезённых на остров для работы на плантациях сахарного тростника. Манетт была одной из семи детей, рождённых от ветерана Первой мировой войны, занявшегося сельским хозяйством, и его жены-продавщицы.
В детстве Манетт покидала свою деревню Эсперанс и относила еду резчикам тростника, работавшим в сельской местности. Она посещала платную начальную школу в течение двух лет, а затем перешла в Коммунальную школу, где впервые познакомилась с французским языком и проявила себя как способная ученица.
Манетт начала писать стихи с 9- или 10-летнего возраста, чему способствовала её соседка, поэтесса Жанна де Кермадек. Она также изучала песни и ритмы традиционной гваделупской музыки и танцев, таких как гвока. Некоторые из её ранних поэзий публиковались в газетах Гваделупы. После завершения образования в Гваделупе она уехала за границу и изучала сестринское дело и социальную работу во Франции.

## Социальная работница
Несмотря на статус департамента Франции, программы социального обеспечения для французских граждан были недоступны жителям заморских территорий до 1948 года. Только рабочие забастовки и вмешательство таких политиков, как Жерти Аршимед и Розан Жирар, добились от французского парламента учреждения Совета социального обеспечения в 1949 году.
Вернувшись на Гваделупу и поселившись в Пуэнт-а-Питр, Манетт была нанята Министерством здравоохранения в 1952 году в качестве первой соцработницы с учёной степенью. Её усилия по организации государственных программ социального обеспечения и внедрения инноваций встретили сопротивление со стороны коллег, и в течение первых пяти лет она была единственным специалистом в области социальных услуг, привлечённым системой. Она создавала на всех островах Гваделупы общественные центры здравоохранения, предоставлявшие всеобщее медицинское обслуживание, включая такие услуги, как вакцинация и уход за беременными женщинами.

## Активистка
Манетт вышла замуж за своего товарища и единомышленника — юриста Ги Данента, который стал генеральным секретарём Гваделупской коммунистической партии и соучредителем профсоюзного объединения Всеобщая конфедерация труда Гваделупы. У пары было двое сыновей, Ги-Мари и Эрнест .
С конца 1960-х семья перебралась в Барботто-Верну в коммуне Пти-Бур на острове Бас-Тер, куда раньше ездила каждые выходные обрабатывать землю. Югетт Данент работала здесь в Министерстве здравоохранения до выхода на пенсию в 1987 году.
Югетт Данент была известна как ярая сторонница равенства, расширения прав и возможностей женщин, улучшения их социально-экономического положения. В 1958 году она стала первой председательницей Союза гваделупских женщин (Union des Femmes Guadeloupéennes).

## Писательница
В 40-летнем возрасте Данент вернулась к писательству, взяв псевдоним Люси Жюлия. Просматривая свои записи, она работала над книгой, которую назвала «Из этого уголка надежды» (De ce petit coin d’Espérance). При её публикации в 1982 году название было изменено на «Люди доброй надежды» (Les gens de Bonne-Espérance). Она также написала «Мелодию предместий» (Mélody des faubourgs) на основании своих наблюдений, когда она жила и работала среди бедноты Пуэнт-а-Питра. В 1988 году Жюлия опубликовала сборник стихов «Chants, sons et cris pour Karukéra» и была отмечена Институтом женского форума Гваделупы премией L’Hibiscus d’Or за лучшее стихотворение, написанное на креольском языке. В следующем году вышла «Мелодия предместий», получившая в 1990 году Карибскую литературную премию (Литературную премию Кариб, Prix Litéraire des Caraibes) от Ассоциации писателей французского языка.
В 1992 году Жюлия опубликовала двуязычную детскую книгу «Mon trésor à Mantidou: Tim tim — bwa sek!». В следующем году она опубликовала сборник рассказов «Кайбо: История хорошей мамы» (Kaïbo: conte de bonne maman), а в 1994 году — пьесу «Jean-Louis: Un nègre pièce d’Inde». Работы писательницы часто изображают борьбу людей за справедливость. В 1996 году она написала биографию одной из своих героинь — Жерти Аршимед, первой гваделупки в Палате депутатов Национального собрания (Gerty Archimède: fleur et perle de Guadeloupe). В 2006 году она опубликовала второй том стихов Au fil des ans (На протяжении многих лет). Предисловие написала её подруга и коллега-писательница Мариз Конде. В течение многих лет Люси Жюлию спрашивали, что случилось с её персонажем Мелоди, и в 2007 году она опубликовала продолжение «Судьба д’Эмели» (Le Destin d’Aimely).
Люси Жюлия умерла 23 сентября 2023 года в возрасте 96 лет.

## Избранные сочинения
- Julia, Lucie. Les gens de Bonne-Espérance: roman :  [фр.]. — Paris, France : Temps Actuels, 1982. — ISBN 978-2-201-01595-3.
- Julia, Lucie. Chants, sons et cris pour Karukéra: poèmes :  [фр.]. — Paris, France : Les Éditions La Bruyère, 1988.
- Julia, Lucie. Mélody des faubourgs: roman :  [фр.]. — Paris, France : Éditions l'Harmattan, 1989. — ISBN 978-2-738-40261-5.
- Julia, Lucie. Montrésor à Mantidou: Tim tim - bwa sek!. — Paris, France : Éditions l'Harmattan, 1992.
- Julia, Lucie. Kaïbo: conte de bonne maman :  [фр.] / Lucie Julia, Uta (Illustrator) Gervelas-Muth. — Pointe-à-Pitre, Guadeloupe : Éditions L.D., 1993. — ISBN 978-2-950-76350-1.
- Julia, Lucie. Jean-Louis: un nègre pièce d'inde :  [фр.]. — Paris, France : Les Éditions de l'Amandier / Théâtre, 1994. — ISBN 978-2-907-64908-7.
- Julia, Lucie. Gerty Archimède: fleur et perle de Guadeloupe :  [фр.]. — Pointe-à-Pitre, Guadeloupe : Éditions Jasor, 1996. — ISBN 978-2-950-21957-2.
- Julia, Lucie. Au fil des ans: poèmes et textes poétiques :  [фр.]. — Paris, France : Les Éditions de l'Amandier, 2006. — ISBN 978-2-915-69567-0.
- Julia, Lucie. Le destin d'Aimely: roman :  [фр.]. — Pointe-à-Pitre, Guadeloupe : Éditions Jasor, 2007. — ISBN 978-2-912-59463-1.